# Martti Puumalainen
Martti Puumalainen, né le 14 avril 1997 à Mikkeli, est un judoka finlandais dans la catégorie des plus de 100 kg (poids lourds) depuis 2019. Il remporte notamment le titre individuel européen lors des championnats 2023.
Puumalainen travaille dans la garnison de Santahamina des Forces de défense finlandaises en tant que sous-officier en éducation physique.

## Carrière
En 2013, Puumalainen remporte l'argent au Festival olympique de la jeunesse européenne à Utrecht dans la catégorie des moins de 90 kg. L'année suivante, il termine à la cinquième place aux Championnats d'Europe des moins de 18 ans à Athènes. Il remporte le bronze aux Championnats d'Europe des moins de 23 ans dans la catégorie des plus de 100 kg à Ijevsk 2019.
Aux Championnats du monde 2021 à Budapest, il termine à la septième place. En septembre 2021, il remporte une médaille de bronze au Tournoi Grand Prix de Zagreb.
Il remporte ses premiers titres majeurs en 2023 avec d'abord une victoire aux Masters mondial qui a eu lieu en août 2023 à Budapest ; en novembre, il participe aux  championnats d'Europe 2023 et s'impose en finale face au Géorgien Guram Tushishvili, vice-champion olympique à Tokyo.

## Palmarès

### Compétitions internationales
| Année | Compétition           | Lieu        | Résultat | Catégorie      |
| ----- | --------------------- | ----------- | -------- | -------------- |
| 2023  | Championnats d'Europe | Montpellier | 1er      | plus de 100 kg |

### Masters mondial, Tournois Grand Chelem et Grand Prix
| Année | Compétition     | Lieu     | Résultat | Catégorie      |
| ----- | --------------- | -------- | -------- | -------------- |
| 2021  | Grand Prix      | Zagreb   | 3e       | plus de 100 kg |
| 2022  | Grand Prix      | Perth    | 1er      | plus de 100 kg |
| 2023  | Masters mondial | Budapest | 1er      | plus de 100 kg |